# Kleinbeuthen
Kleinbeuthen, früher auch Klein Beuthen ist ein Gemeindeteil von Großbeuthen, einem Ortsteil der Stadt Trebbin  im Landkreis Teltow-Fläming (Brandenburg). Das ganz in der Nähe gelegene Schloss Beuthen, heute verschwunden, war im ausgehenden Mittelalter Sitz einer kleinen Adelsherrschaft, die ebenfalls Schloss Beuthen genannt wurde und bis zu neun Dörfer umfasste.

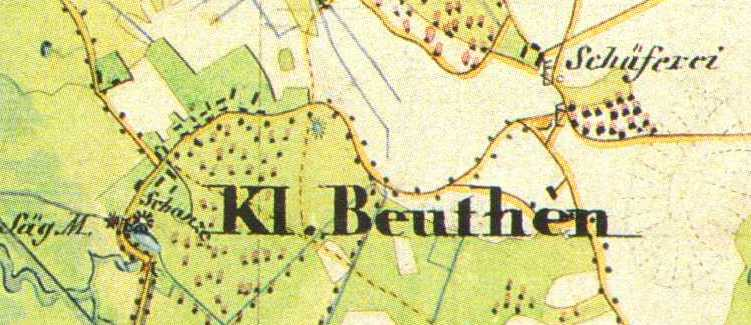
Kleinbeuthen mit Schlosshügel („Schanze“), Sägemühle und Schäferei

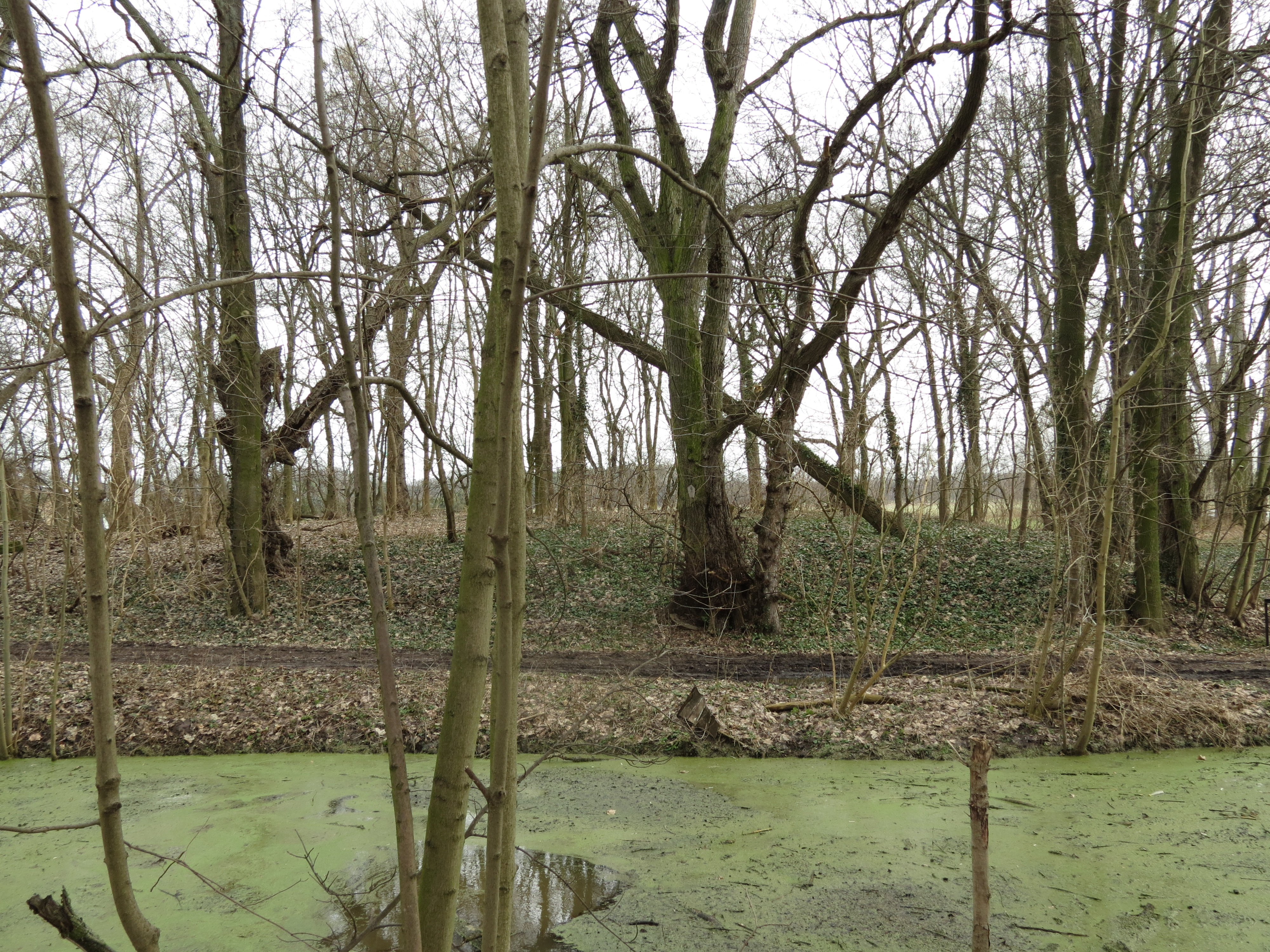
Burghügel der ehemaligen Burg bzw. des Schlosses Beuthen. Über das Mühlenfließ hinweg gesehen

## Geographische Lage
Kleinbeuthen liegt 1,5 km nordwestlich von Großbeuthen. Es ist über die K7233 zu erreichen, die südlich von Siethen von der L795 abzweigt und nach Großbeuthen führt. Etwa 1 km vor dem Ortseingang Großbeuthen zweigt eine asphaltierte Straße nach Kleinbeuthen ab; die asphaltierte Straße endet kurz hinter Kleinbeuthen an der Nuthe.

## Geschichte
Kleinbeuthen war immer ein Anhängsel an die Burg bzw. das Schloss Beuthen. So gab es im Dorf weder Schulze noch Bauern, sondern nur Kossäten und Hirten. Die Feldmark des Dorfes war nicht in Hufen unterteilt. Auch bei der ersten urkundlichen Nennung 1367 wurden nur das „Haus“ zu Beuthen und die Wassermühle genannt. Auch spätere urkundliche Nennungen drehen sich nur um die Burg bzw. das Schloss Beuthen.
Zur Namensherkunft diskutiert Gerhard Schlimpert im Brandenburgischen Namenbuch mehrere Möglichkeiten. Er hält die Herkunft aus dem Slawischen für wahrscheinlicher. Als Grundform kommen zwei Möglichkeiten in Betracht, zum einen von plb./aso. *But-n- zu einem Personennamen *But (z. B. č Buta), r. But, von č buta = Dummkopf, slow. buta = großköpfiger Mensch, p. buta = Stolz. Daraus resultieren Ortsnamen in Tschechien wie Butov, Butovice, in Polen Butówka und Butowo. Zum anderen bietet sich als Grundform *Byt-n an, zu einem Personennamen Byt oder Byt-n, einer Koseform zu Vornamen wie č Radobyt, zu p. byt = Wesen, Existenz, č byt = Wohnung. Eventuell liegt auch eine direkte Herkunft vom Appellativum *byt vor. Bei allen genannten Grundformen ist davon auszugehen, dass bereits früh eine Angleichung an mnd. büte = wilder Bienenstock, Honigbeute stattgefunden hat. Ist der Name deutscher Herkunft, also von mnd. büte = wilder Bienenstock, Honigbeute, kann er als „Ort bei den (Honig-)Beuten“ erklärt werden. Zur Unterscheidung von Großbeuthen wurde es im 17. Jahrhundert auch Deutsch Beuthen genannt, 1689 findet sich erstmals die Schreibweise „Kleinen Beüten“.
1624 werden dann erstmals ein Kossät, ein Hirte, ein Pachtschäfer, „die Schäferknechte“ und ein Paar Hausleute erwähnt. Im Dreißigjährigen Krieg wurde das Dorf wohl fast oder vollständig zerstört, denn 1652 lebte erst wieder ein Kossät in Kleinbeuthen, „die anderen sind abgebrannt“. 1711 waren wieder ein Kossät und ein Schmied sowie zwei Schäfer mit je einem Knecht in Kleinbeuthen ansässig. 1745 wird ein Krug erwähnt. 1801 wird neben dem Vorwerk auch eine Kolonie und 16 Feuerstellen (= Haushaltungen) erwähnt. Darunter sind auch ein Fischer, ein Schmied, der Krug, die Wassermahl- und -schneidemühle und ein Förster. 1837 wurde die alte Brücke über die Nuthe abgebrochen und zusammen mit einer Floßschleuse neu errichtet.
1840 gab es 16 Wohnhäuser sowie die Gebäude des Rittergutes. 1860 wurden im Dorf 17 Wohn und 20 Wirtschaftsgebäude gezählt. Das Rittergut umfasste sieben Wohn- und acht Wirtschaftsgebäude. Dabei lebten bzw. wohnten im Dorf 103 Personen, auf dem Rittergut 53 Personen. 1931 wurden im Dorf 18 Wohnhäuser gezählt, die Einwohnerzahl war auf 77 Personen gesunken. Dabei muss aber berücksichtigt werden, dass 1895 der Gutsbezirk Kleinbeuthen mit dem Gutsbezirk Großbeuthen vereinigt worden war. 1931 umfasste die Gemarkung von Kleinbeuthen gerade mal 53 ha. 1928 wurden Enklaven der Gutsbezirke Großbeuthen und Siethen in die Gemarkung von Kleinbeuthen eingegliedert. Das Rittergut der v. Görzke's wurde 1945 enteignet und in ein VEG umgewandelt. 1950 wurde Kleinbeuthen nach Großbeuthen eingemeindet. 1958 bildete sich in Kleinbeuthen eine LPG Typ I mit zunächst elf Mitgliedern und 48 ha landwirtschaftlicher Nutzfläche. 1960 hatte sie bereits 16 Mitglieder und 107 ha bewirtschafteter Fläche. Sie wurde später mit der LPG Mietgendorf (damals noch Kreis Luckenwalde) zusammengeschlossen.
Bevölkerungsentwicklung von 1583 bis 1946
| Jahr | Einwohner |
| ---- | --------- |
| 1583 | ca. 20    |
| 1734 | 59        |
| 1772 | 39        |
| 1801 | 108       |
| 1817 | 117       |
| 1840 | 153       |
| 1858 | 156       |
| 1895 | 86        |
| 1925 | 67        |
| 1939 | 77        |
| 1946 | 80        |

### Politische Geschichte
Die Geschichte der Burg bzw. Schlosses war im Grunde auch die Geschichte des Dorfes Kleinbeuthen. Es gehörte schon im Mittelalter zur terra Teltow, aus der sich im Laufe des 16. Jahrhunderts zunächst der Beritt Teltow, später der Kreis Teltow bildete. Mit der preußischen Kreisreform von 1872 wurde die Gemeinde Kleinbeuthen sowie der Gutsbezirk Kleinbeuthen geschaffen. 1895 wurde der Gutsbezirk Kleinbeuthen mit dem Gutsbezirk Großbeuthen vereinigt. Damit war im Grunde eine nur sehr kleine Restgemeinde übrig geblieben, die 1950 mit Großbeuthen vereinigt wurde. Seither war Kleinbeuthen ein Ortsteil von Großbeuthen. Der Kreis Teltow wurde 1952 zerschlagen, Großbeuthen (mit dem Ortsteil Kleinbeuthen) kam zum Kreis Zossen, der 1990 in Landkreis Zossen umbenannt wurde. 1993 wurde der Kreis Zossen mit den Kreisen Jüterbog und Luckenwalde zum Landkreis Teltow-Fläming zusammengelegt. Im Zuge der Ämterbildung 1992 in Brandenburg schloss sich Großbeuthen mit elf anderen kleinen anderen Gemeinden und der Stadt Trebbin zum Amt Trebbin zusammen. Zum 31. Dezember 1997 vereinigten sich die Gemeinden Christinendorf, Groß Beuthen, Märkisch Wilmersdorf und Thyrow zur neuen Gemeinde Thyrow. Diese neue Gemeinde Thyrow hatte nur kurzen Bestand. Zum 26. Oktober 2003 wurden die Gemeinden Lüdersdorf, Schönhagen und Thyrow per Gesetz in die Stadt Trebbin eingegliedert, das Amt Trebbin aufgelöst, und die Stadt Trebbin wurde amtsfrei. Die „neue“ Gemeinde Thyrow wurde wieder aufgelöst, seitdem ist Großbeuthen ein Ortsteil der Stadt Trebbin. Der frühere Ortsteil Kleinbeuthen ist nun ein Gemeindeteil von Großbeuthen.

### Kirchliche Verhältnisse
Bei der Burg bzw. dem Schloss Beuthen stand ursprünglich eine Burgkapelle, die aber seit der 2. Hälfte des 16. Jahrhunderts nicht mehr mit einem Geistlichen besetzt war. Sie war Tochterkirche von Siethen und gehörte zur Sedes Spandau. In ihr fand einer der ersten evangelischen Gottesdienste in der Gegend statt.
Anfang des 18. Jahrhunderts wurde in Großbeuthen eine Kirche gebaut. Auch die Gutsherrschaft verlagerte sich vom Schloss Beuthen nach Großbeuthen, wo ein neues Gutshaus gebaut worden war. So verlagerte sich nicht nur das gesellschaftliche Leben der Gutsherrschaft, sondern auch das kirchliche Leben nach Großbeuthen. Kleinbeuthen ist heute eingekircht in Großbeuthen.

## Belege